# Stazione di Hon-Chiba
La stazione di Hon-Chiba (本千葉駅?, Hon-Chiba-eki) è una stazione ferroviaria situata nel quartiere di Chūō-ku, a Chiba, città della prefettura omonima, in Giappone. La stazione è servita dalla linea Sotobō, e impiegata anche dalla Uchibō della JR East.

## Linee
East Japan Railway Company
■ Linea Uchibō (servizio ferroviario)
■ Linea Sotobō

## Struttura
La stazione è dotata di un marciapiede a isola centrale con due binari passanti in superficie. Parallelamente ai binari JR passa la linea Keisei Chihara, ma nessun treno ferma in questa stazione.
| 1 | ■ Linea Sotobō                | per Ōami, Mobara e Katsuura                           |
| 1 | ■ Linea Uchibō                | per Goi, Sodegaura, Kisarazu, Tateyama e Awa-Kamogawa |
| 2 | ■ Linea Sotobō ■ Linea Uchibō | per Chiba e Tokyo                                     |

## Stazioni adiacenti
| «            | Servizio      | »            |
| Linea Uchibō | Linea Uchibō  | Linea Uchibō |
| Linea Sotobō | Linea Sotobō  | Linea Sotobō |
| ------------ | ------------- | ------------ |
| Chiba        | Locale Rapido | Soga         |